# Kostrzynek (jezioro)
Kostrzynek – jezioro morenowe w woj. wielkopolskim, w powiecie międzychodzkim, w środkowej części gminy Chrzypsko Wielkie, we wsi Białcz, leżące na terenie Pojezierza Poznańskiego. Przy wschodnim brzegu jeziora przebiega droga wojewódzka nr 186.

## Hydronimia
Według urzędowego spisu opracowanego przez Komisję Nazw Miejscowości i Obiektów Fizjograficznych (KNMiOF) nazwa tego jeziora to Kostrzynek. W różnych publikacjach i na mapach topograficznych jezioro to występuje pod nazwą Koszczynek.

## Dane morfometryczne
Powierzchnia zwierciadła wody według różnych źródeł wynosi od do 16,93 ha. Pod tym względem zbiornik zajmuje 9 lokatę pod względem powierzchni wśród jezior gminy Chrzypsko Wlk.
Zwierciadło wody położone jest na wysokości 48,5 m n.p.m..